# Yo vengo a ofrecer mi corazón
«Yo vengo a ofrecer mi corazón» es una de las canciones y composiciones más reconocidas del músico argentino Fito Páez, publicada en 1985. Es el quinto tema de su segundo álbum Giros.

## Versiones
Entre varias versiones que se han hecho de la canción, se destacan algunas de ellas:
- Mercedes Sosa graba su versión en su álbum Vengo a ofrecer mi corazón en 1985, la primera canción del lado A del álbum.[1]
- Eugenia León realiza una versión para su álbum Algo está sucediendo, en 1987.
- José Manuel Ramos edita una versión en su disco Atlántida, en 1994[2]
- Fue reeditada por Fito Páez junto a Mercedes Sosa y Victor Heredia en 1996.
- Francis Cabrel y Mercedes Sosa en 1997.
- Milton Nascimento y Gilberto Gil graban su versión para el disco Gil & Milton, en 2001.
- Ana Belén graba junto al artista para Peces de ciudad, en 2001.
- Amar Azul hizo una versión del tema para el álbum Inmenso editado en 2003
- Tania Libertad hizo su versión para el álbum Costa Negra, en 2003.
- Rodrigo Rojas hace su versión para el disco Homenaje a Fito Páez, en 2006.
- Junto a Pablo Milanés graban una versión para el disco de Fito No se si es Baires o Madrid, en 2008.
- Soledad Giménez graba su versión para su disco Dos gardenias, en 2009.
- Carmen París grabó su versión para Aragón TV en 2012.
- El actor e influencer argentino Joaquín Méndez interpretó su versión de este tema en el programa para la página web del canal chileno Mega, Luis Jara presenta....
- Jesse & Joy El dúo mexicano se presentó en los premios Latin American Music Awards y dedicó la canción a las víctimas del terremoto. Latin American Music Awards en 2017.[3]
- Esperanza Fernández realiza una versión con su inconfundible voz  flamenca, para el concierto Solidario "Por Amor a la Cultura", durante la etapa de Confinamiento en España por la pandemia del COVID-19 grabado desde el Centro Andaluz de Arte Contemporáneo de Sevilla 2020.
- Susana Baca incluyó este tema en su  disco “A Capella”, trabajo grabado íntegramente en su confinamiento por el covid, por el cual gana un Latin Grammy 2020.

## Integrantes
- Fito Páez: Piano, voz.
- Fabián Gallardo: Guitarras, coros.
- Paul Dourge: Bajo.
- Tweety González: Teclados.
- Daniel Wirtz: Batería.
- Fabiana Cantilo: Coros.
- Osvaldo Fattoruso: Percusión.